# Bergbaude

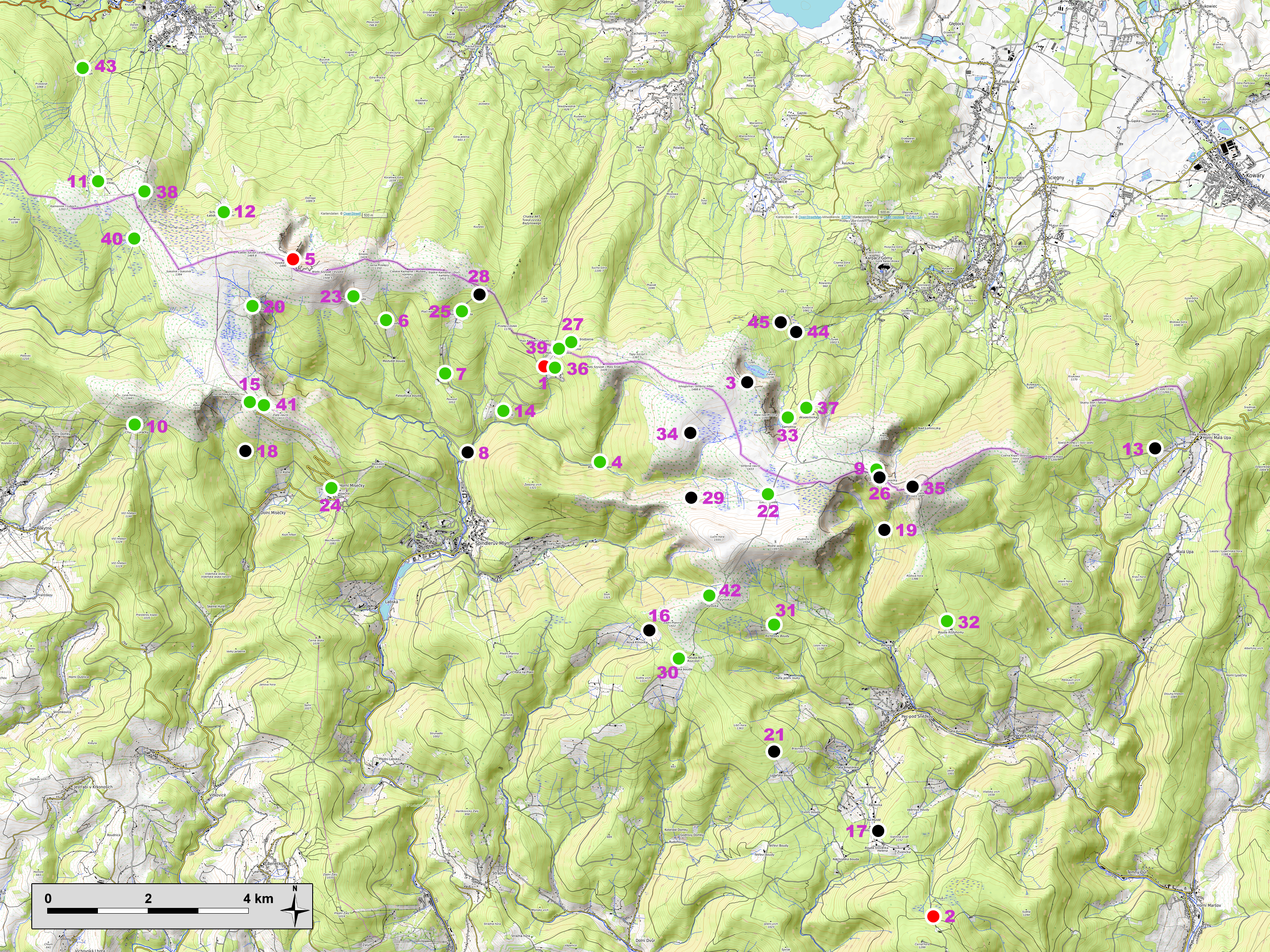
Karte der Bergbauden im Riesengebirge:
Bestehende Bergbaude
Ehemalige Bergbaude (Ruine)
Ehemalige Bergbaude (Funktion geändert)

Die Bergbaude oder Baude (aus tschechisch Horská bouda, was wiederum von der deutschen Bude stammt) ist die böhmisch-schlesische Bezeichnung von einst typischen und einfachen Schutzhütten für Viehhirten und Holzknechte und als Sennerei für Weidebauern der Weidewirtschaft des Riesengebirges.

## Geschichte
Ab dem 19. Jahrhundert wurden die Bauden für die naturbegeisterten Wanderer immer beliebter als Rast- und Unterkunftsmöglichkeit, besonders mit der Zeit der deutschen Romantik. Um 1800 n. Chr. wurde die Zahl der landwirtschaftlich genutzten Bergbauden auf der schlesischen und böhmischen Seite insgesamt auf mehrere tausend geschätzt und zum Teil gezählt. Einige dieser noch bestandenen historischen Bauden und solche, die bis ins 20. Jahrhundert touristisch betrieben wurden, mussten nach der Wende 1990 wegen Baufälligkeit geschlossen und abgerissen werden. Andere wurden modernisiert und in zeitgenössischem Stil wiedereröffnet.
Die Bauweise der Bauden war in Schlesien und Böhmen gleich. Unterschieden wurden nur die „Sommerbauden“, die in der Zeit vom Georgstag, Ende April bis zum Michaelistag, Ende September in reiner Sennwirtschaft betrieben wurden und einstöckig und schlicht ausgelegt und eingerichtet waren. Sie lagen einzeln, zerstreut an den Berghängen und glichen mehr den der alpinen Sennereien, sie waren luftiger und leichter gebaut mit offenen Giebeln. Die Winterbauden hingegen waren geräumiger, komfortabler und zum ganzjährigen Bewohnen und Bewirtschaften robuster ausgelegt. Aus diesen Winterbauden entwickelten sich die späteren Ausflugslokale, Wintersportpensionen und Gastronomiebetriebe, die teilweise an Stelle der historischen Bauden für die Bedürfnisse des moderneren Fremdenverkehrs als „Neubauden“ errichtet wurden. Die Winterbauden lagen wettergeschützter als die Sommerbauden und oft mit mehreren Bauden zusammen. Die charakteristischen Namen der Bauden sind zusammengesetzt mit dem Namen des ersten Betreibers und Eigentümers, wie beispielsweise die „Hempelbaude“ oder „Hampelbaude“, die bereits im frühen 19. Jahrhundert stark von Wanderern und Reisenden beim Aufstieg zum Gipfel der Schneekoppe für eine Rast besucht wurde. In der frühen Zeit wurden diese Weidebauern als „Baudemann“ bezeichnet.

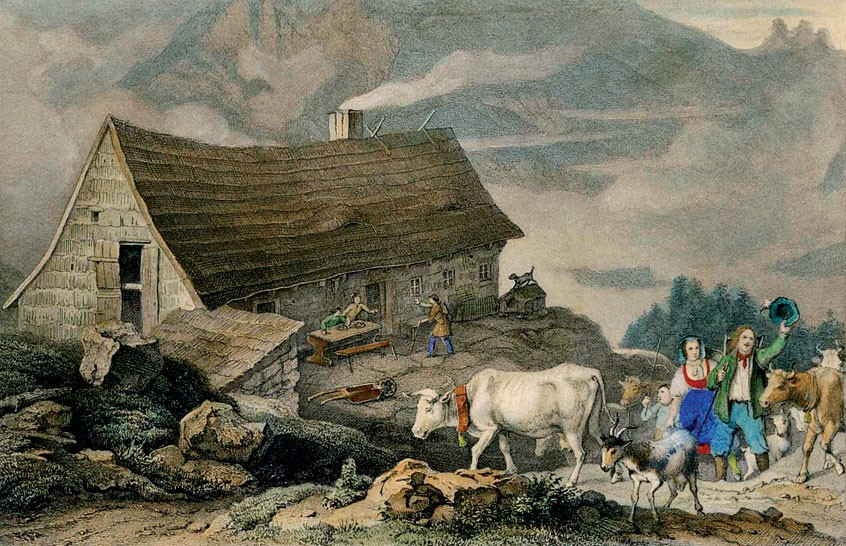
Hampelbaude 1838 von Ludwig Richter

Grundsätzlich wurden die ursprünglichen Bauden an Bergwiesenhängen in möglichst unmittelbarer Nähe zu Gebirgsbächen und Quellen geplant und gebaut. Die Frischwasserversorgung war von wichtiger Bedeutung nicht nur für Mensch und Vieh, sondern besonders für die Verarbeitung der Milch zu Milchprodukten. Daher hatten die traditionellen Bauden von der Verteilung der Wohnfläche zur Stallfläche den grundsätzlichen Charakter für das Vieh gebaut zu sein. Die Gebäude wurden meistens in der Falllinie gebaut mit einem Steinfundament in einer Höhe, dass zur Bergseite hin eine Teilunterkellerung möglich war für den sogenannten „Milchkeller“. Auf dem Fundament ist ein Holzbau aufgebaut, der in frühen Zeiten aus vor Ort geschlagenen Rundhölzern bestand und später aus gezimmerten Balken und Bohlen in Blockbauweise. Durch den Milchkeller wurde Wasser der Quellen oder Bäche zur Kühlung der Milchprodukte zur gegenüberliegenden Längsseite in einem Auffang mit Überlauf durchgeleitet. 
An der Vorderseite befanden sich unter einem überhängenden Spitzdach die holzverkleideten Wohnstuben mit kleinen Fenstern. Zentrum der größeren und eigentlichen Wohnstube war der Kachelofen. Vor den Stuben lag ein schmaler Flur mit der Küche und dem dahinter liegendem Milchkeller. Die Fußböden waren massiv gedielt. Gegenüber der Tür der großen Stube befand sich die Verbindungstür zur Stallung. Der Stall hatte ein Tor als Ein- und Ausgang für das Vieh. 
Die Außenwände der Wetterseite (Norden, Westen) wurden durch Schindeln geschützt; das Dach ist ebenfalls mit Schindeln eingedeckt. Der Zugang zum Dachboden erfolgte durch eine Giebeltür per Leiter oder an der Bergseite per Steg und diente als Heuboden fürs Winterfutter und Einstreu. Der Heuboden war auch der Ort, wo die älteren Kinder und das Gesinde schliefen. Bei steileren Hanglagen befand sich an der Hausvorderseite und zu den Seiten eine sich verlaufende vorgelagerte Terrasse mit Geländer. Diese terrassierten Flächen an den Winterbauden wurden später für Anbauten und Galerien für den Gästebetrieb genutzt.
Die Winterbauden-Eigentümer nutzten den Tourismus neben der Schmuggelei als Zusatzeinkommen. Die Senner der Sommerbauden nutzten die Möglichkeit, in den Wintermonaten in der aufkommenden Tuchweber-Industrie zu arbeiten. Die Bauden erfuhren schon früh in ausgehenden 18. Jahrhundert die Nutzung zur Bewirtung von Bergwanderer, insbesondere diejenigen an den Hängen und Bergweiden der Schneekoppe, die sich im 19. Jahrhundert zunehmend professionalisierten und zu Neubauten führten für den Gastwirtschafts- und Herbergenbetrieb. Bereits für die Zeit um 1800 beschrieb Adolf Traugott von Gersdorff für die Hampelbaude eine intensive Nutzung zur Rast der Schneekoppen-Wanderer.

## Auswahl nach Gebirge

### Riesengebirge
In Polen werden Bauden meist als Schronisko turystyczne (Herberge) bezeichnet. In Tschechien ist auch der Begriff Horská chata in Anlehnung an das Chalet gebräuchlich.

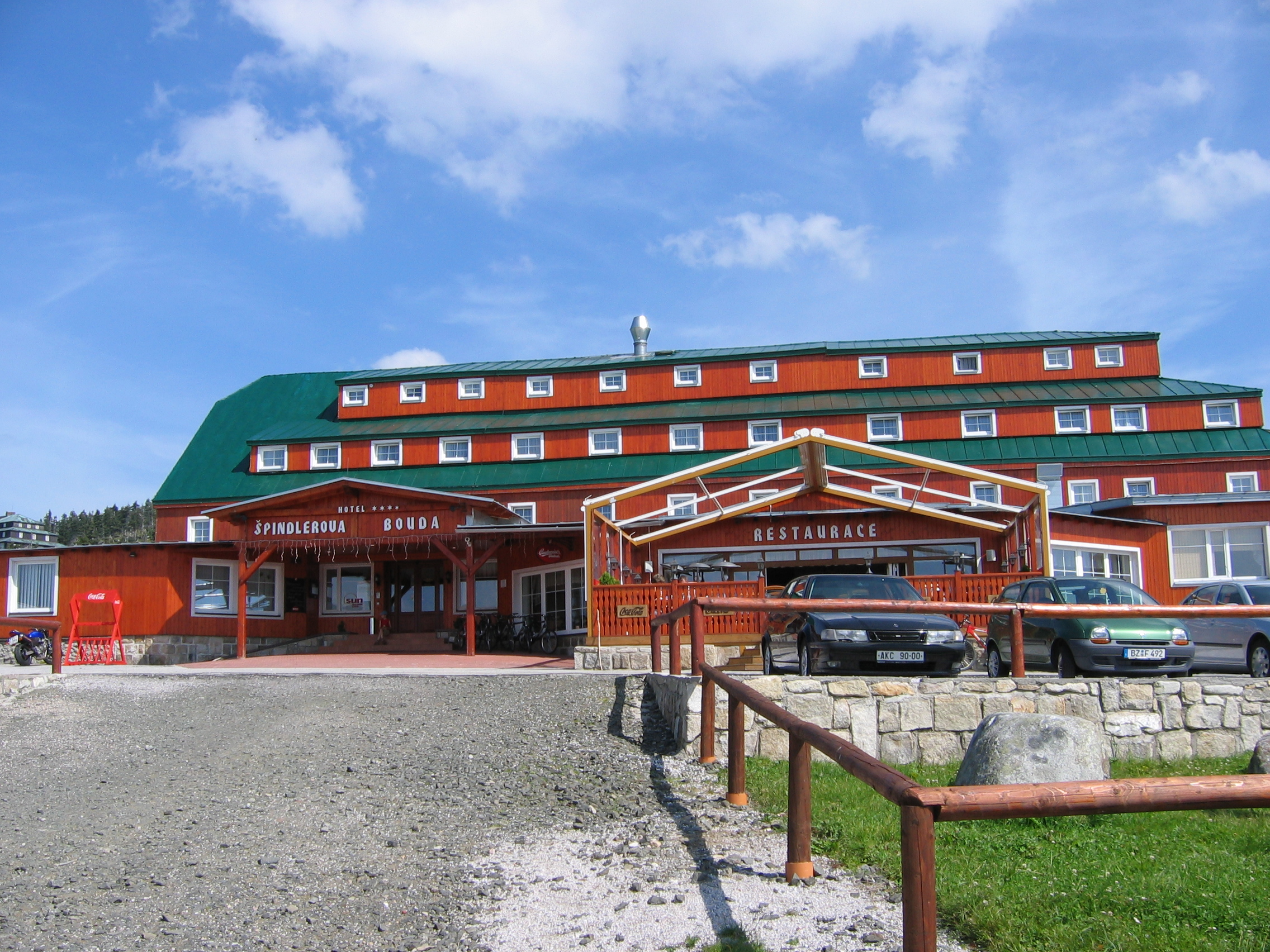
Špindlerova bouda 2007

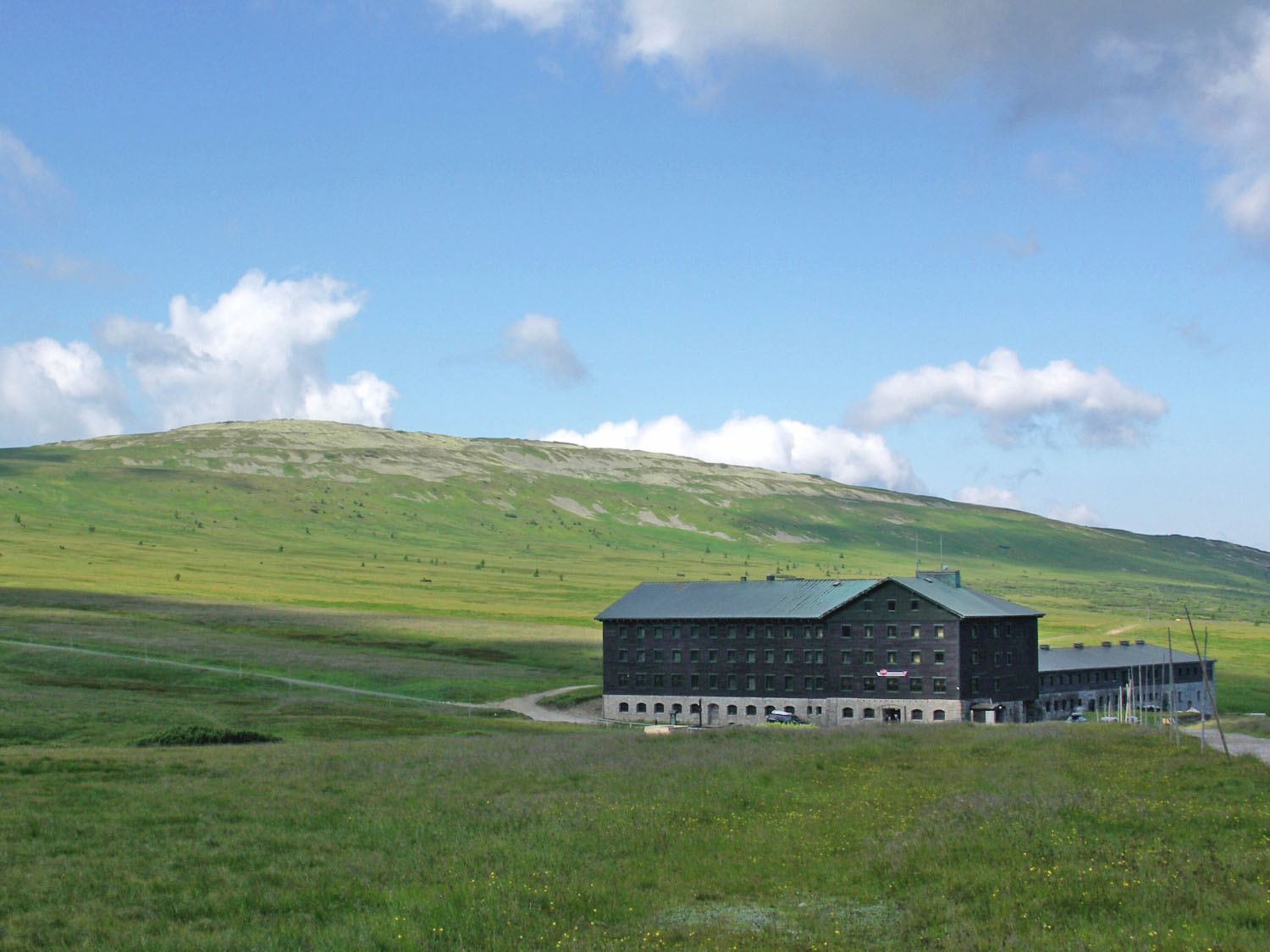
Luční bouda (Wiesenbaude)

- Böhmische und Preußische Baude auf der Schneekoppe, 1603 m, 2003 bzw. 1957 abgerissen
- Labská bouda (Elbfallbaude), 1284 m
- Leischnerbauden (ab 1923 auch Boudy Leischnerovy heute Růžohorky)
- Luční bouda (Wiesenbaude), 1623/1625, älteste und größte Baude im Riesengebirge
- Martinovka (Martinsbaude)
- Petrova bouda (Peterbaude), 1288 m, seit 2008 geschlossen,[2] am 1. August 2011 abgebrannt
- Prinz-Heinrich-Baude am Kammweg, 1410 m, 1946 abgebrannt
- Rennerbaude, 1938 abgebrannt
- Schlingelbaude, 1067 m, 1966 abgebrannt, heute offener Rastplatz
- Schronisko Dom Śląski (Schlesierhaus), 1400 m
- Schronisko Kamieńczyk (ehemals Zackelfallbaude), 830 m
- Schronisko Odrodzenie (ehemals Jugendkammhaus „Rübezahl“)
- Schronisko pod Łabskim Szczytem (Alte Schlesische Baude)
- Schronisko na Hali Szrenickiej (Neue Schlesische Baude), 1195 m
- Schronisko na Szrenicy (Reifträgerbaude), 1362 m
- Schronisko nad Śnieżnymi Kotłami (Schneegrubenbaude), seit 1961 durch Einbau von Fernsehstation geschlossen,[3] 1490 m
- Schronisko Strzecha Akademicka (Hampelbaude, Hempelbaude), 1255 m
- Schronisko Samotnia (Kleine Teichbaude), die älteste schlesische Baude
- Špindlerova bouda (Spindlerbaude), 1208 m, im Kern von 1784, umgebaut zu einem 4-Sterne-Hotel
- Vosecká Bouda (Wosseckerbaude), 1260 m  am südlichen Hang des Reifträger
- Výrovka (Geiergucke), 1363 m
- Vrbatová bouda (Goldhöhe; 1400 m), 1964 errichtet, 2016 saniert

### Isergebirge
- Bárlova bouda (Bartlbaude)
- Heufuderbaude, 1107 m
- Hubertka, (Hubertusbaude), am westlichen Hang der Smrk (Tafelfichte; 1124 m)

### Lausitzer Bergland,Lausitzer GebirgeundOsterzgebirge
- Bielebohbaude im Lausitzer Bergland auf dem Bieleboh (499 m), nach 1883 erbaut, 2020 zum Naturressort Bieleboh erweitert
- Burgsbergwarte auf dem Hrádek (Burgsberg; 429 m) in Varnsdorf (Warnsdorf), Lausitzer Bergland, 1904 errichtet, seit 2018 in Restauration
- Czornebohbaude (Berggasthof Czorneboh) im Lausitzer Bergland auf dem Czorneboh (556 m), 1852 eröffnet
- Geisingberg-Baude im Osterzgebirge (Geisingberg), 1891, 1990 restauriert und wiedereröffnet
- Hochwald-Baude im Zittauer Gebirge (Hochwald)
- Keulenberg-Baude bei Pulsnitz (Keulenberg), 1862, abgerissen
- Kohlhaukuppe-Bergbaude in Geising/Osterzgebirge (Kohlhaukuppe)
- Kottmar-Bergbaude im Lausitzer Bergland (Kottmar)
- Mönchswalder Bergbaude im Lausitzer Bergland auf dem Mönchswalder Berg (447 m), 1885 erbaut, 1995 saniert
- Pichobaude im Lausitzer Bergland auf dem Großen Picho (498 m), 1924 Kiosk, 1927 heutiges Gebäude errichtet und später erweitert
- Spitzbergbaude im Lausitzer Bergland (Oberoderwitzer Spitzberg)
- Töpfer-Baude im Zittauer Gebirge (Töpfer)
- Bergbaude auf dem Vlčí hora (deutsch Wolfsberg; 590 m) im Lausitzer Bergland, 1887 erbaut, 2023 durch Brand zerstört

Oberlausitzer Bauden
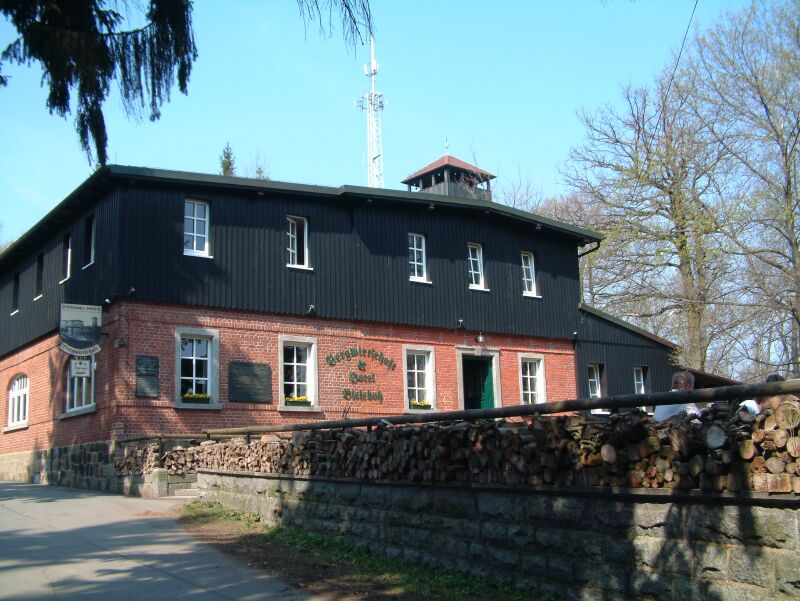
Bielebohbaude
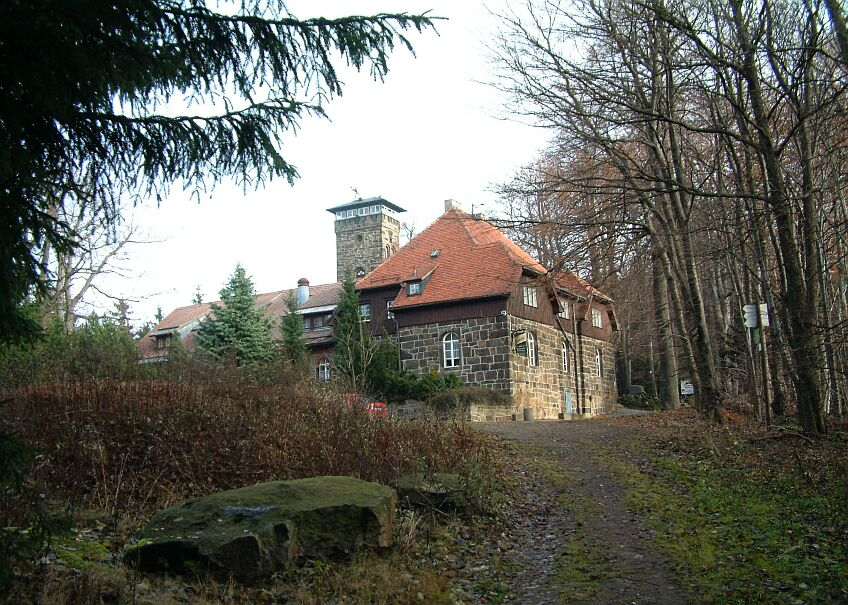
Berggasthof Czorneboh
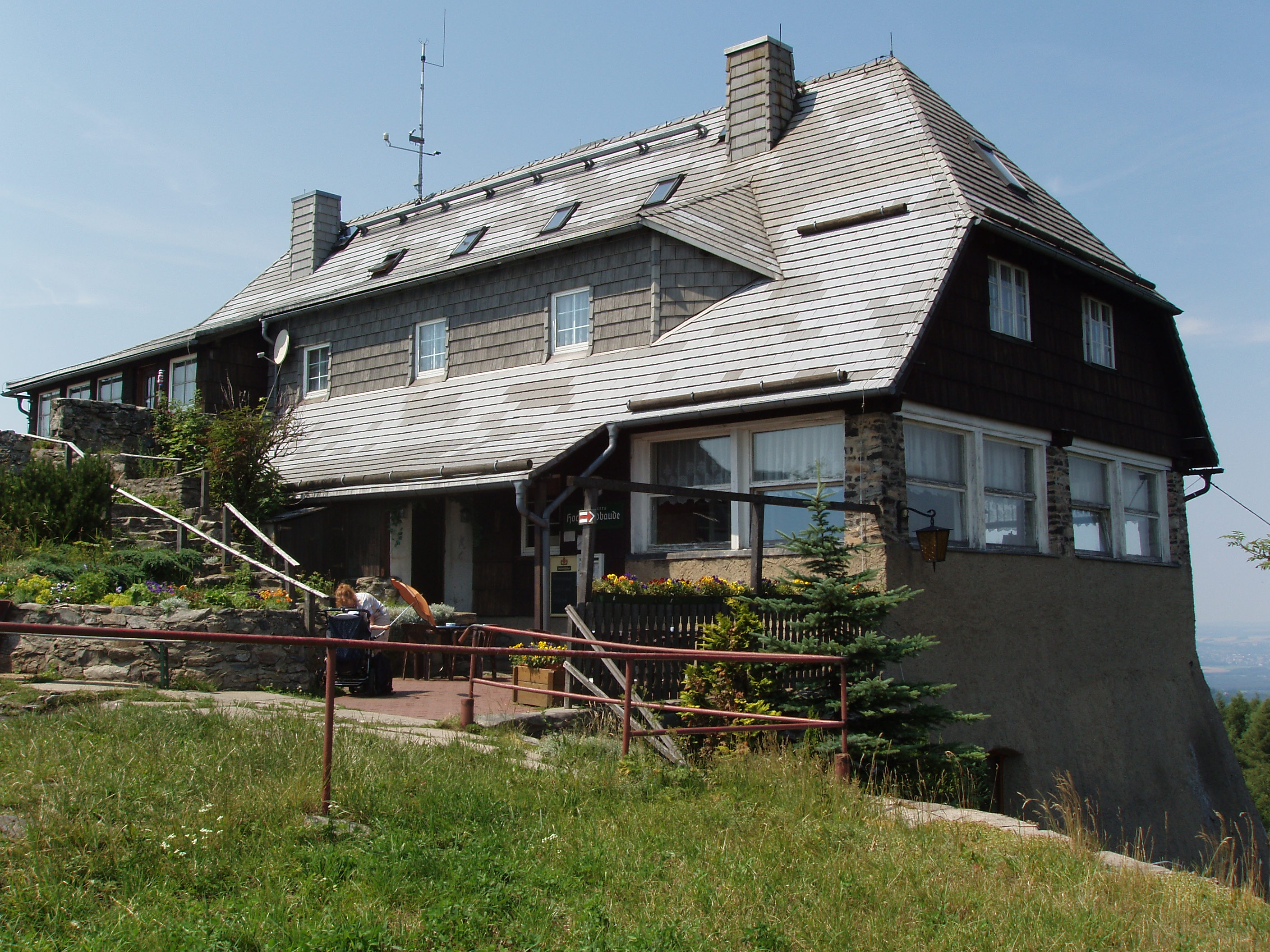
Hochwaldbaude
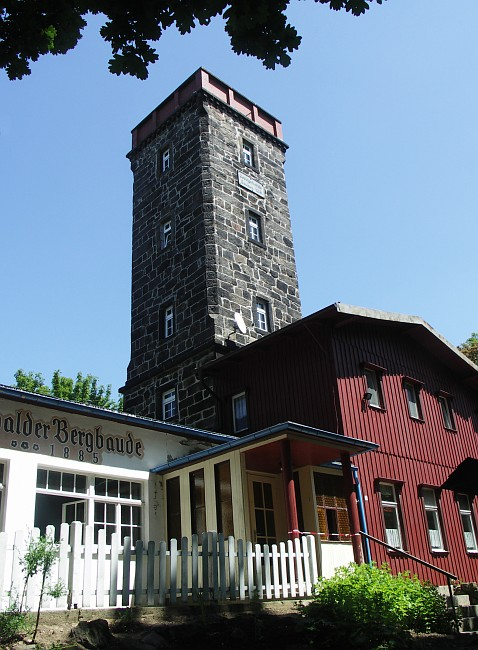
Mönchswalder Bergbaude
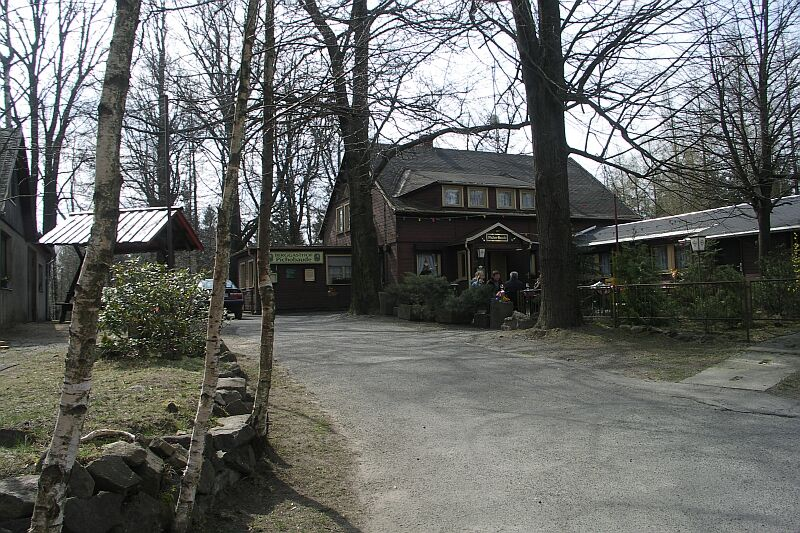
Pichobaude
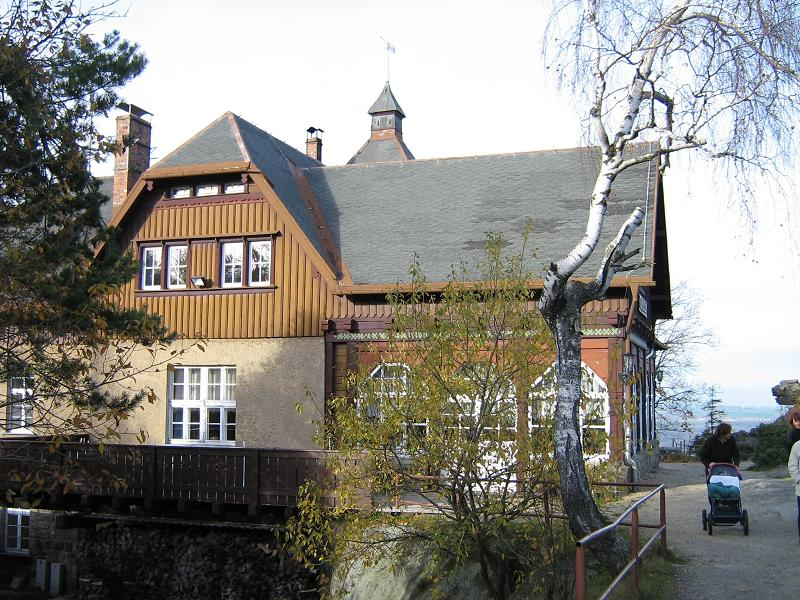
Töpferbaude

## Weitere Verbreitung
Zeitgenössische Bauden knüpfen heute auch in Mitteldeutschland mit ihrer Namensgebung an die historische Tradition an. So gibt es Bauden in der Oberlausitz, im Fichtelgebirge, im Thüringer Wald sowie im Harz, wo der Harzer Baudensteig mehrere, neuerdings auch Bauden genannte Berggaststätten miteinander verbindet.
Es handelt sich aber vielfach nicht mehr um einfache Berghütten, sondern um Tagungs- und Versammlungszentren für Vereinsaktivitäten und Familienfeiern, Trainingslager oder Jugendzentren mit umfangreichen Angeboten in Gastronomie, Sport- und Freizeitgestaltung.
Nicht üblich ist der Begriff für Berghütten oder in dieser Tradition stehende Gebäude in Süddeutschland, Österreich, der Schweiz und Südtirol.
In Berlin wird der Begriff „Baude“ auch im Sinne einer Imbissbude oder einer kleinen Gastwirtschaft verwendet.